# Spedizione polare russa di soccorso del 1903

La rotta della Zarja dopo capo Čeljuskin (in rosso), il percorso di Toll con le slitte (in viola) e quello del gruppo di soccorso guidato da Kolčak (in verde)

La spedizione polare russa di soccorso del 1903 fu organizzata e guidata da Aleksandr Vasil'evič Kolčak e sovvenzionata dall'Accademia delle scienze di San Pietroburgo per salvare i gruppi dispersi di Eduard Gustav von Toll e di Aleksej Andreevič Bjalynickij-Birulja che avevano partecipato alla spedizione polare russa del 1900-1902, o per chiarire il loro destino.
Oltre ai compiti di soccorso, la spedizione effettuò una grande quantità di lavori di ricerca: punti geografici precedentemente sconosciuti furono scoperti e descritti, i contorni della linea costiera perfezionati e furono precisate le caratteristiche della formazione del ghiaccio. Il capo della spedizione, Aleksandr Kolčak, luogotenente della flotta imperiale, divenne il quarto viaggiatore polare premiato con la medaglia Konstantin dopo Fridtjof Nansen, Otto Nordenskjöld e Nikolaj D. Jurgens.

## Antecedenti
I primi di dicembre del 1902, la parte principale della spedizione polare russa del 1900-1902 arrivò a San Pietroburgo e riferì i risultati all'Accademia delle scienze. L'accademia era preoccupata per il destino del barone Toll, che si era separato dalla spedizione con Friedrich Seeberg e altri due assistenti per esplorare l'isola di Bennett e non aveva inviato più notizie da allora, e di Bjalynickij-Birulja che era stato lasciato sulla Nuova Siberia.
Il 9 dicembre 1902, tre membri chiave della spedizione, Aleksandr Kolčak, Fëdor A. Matisen e Konstantin A. Vollosovič, furono invitati alla riunione dell'accademia dedicata all'organizzazione di una spedizione di salvataggio. Matisen si oppose alla spedizione ritenendo che non avrebbe raggiunto i suoi obiettivi. L'idea di inviare il rompighiaccio Ermak fu respinta in quanto la sua stazza era troppo grande per le acque poco profonde della zona. Kolčak propose di raggiungere le isole della Nuova Siberia su slitte trainate dai cani per raggiungere poi l'isola di Bennett con barche. Anche se il piano era ritenuto pericoloso, fu approvato e Kolčak venne nominato capo della spedizione.

## Preparativi
Per reclutare uomini per la spedizione, Kolčak andò a Mezen' e poi sulle coste del Mar Bianco, dove assunse sei pomory. Ad Arcangelo ricevette la notizia che il gruppo di Bjalynickij-Birulja era riuscito a raggiungere la terraferma dalla Nuova Siberia; mentre il destino di Toll era ancora sconosciuto. Il 16 gennaio Kolčak ricevette la prima somma di denaro per la spedizione di salvataggio.
A Kolčak si unirono due membri della spedizione del 1900-1902: il nostromo Nikifor Begičev e il timoniere Vasilij A. Železnikov. Begičev criticò il piano di Kolčak di portare barche da salvataggio da Mezen' e lo convinse a usare la barca baleniera lasciata sulla Zarja (la nave della spedizione precedente abbandonata nella baia di Tiksi). Oltre alla spedizione in slitta, fu organizzato un gruppo ausiliario sotto la guida di un altro membro della spedizione polare di Toll: l'esiliato politico Michail Ivanovič Brusnev.
Kolčak contattò per telegrafo e chiese aiuto all'amico P. V. Olenin, conoscitore della Jakuzia e della Siberia. Olenin si recò a Verchojansk e poi a Ust'-Jansk per l'acquisto di cani, cibo e varie attrezzature per la spedizione. Il 9 febbraio Kolčak arrivò a Irkutsk e l'8 marzo i 17 membri della spedizione si riunirono a Jakutsk. C'erano Stepan Rastorguev ed Eduard Ogrin che avevano partecipato anch'essi alla spedizione del 1900-1902.
Da lì scesero lungo il fiume Aldan e il suo affluente Nera e raggiunsero Verchojansk.
Il 17 aprile arrivarono nel villaggio di Kasač'e sul fiume Jana, poi si diressere alla baia di Tiksi dove si trovava la Zarja. Lì Kolčak incontrò Matisen, incaricato di vendere la nave.

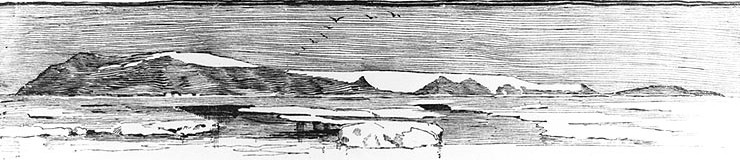
Schizzo dell'isola di Bennett (1881)

## La spedizione
Il percorso iniziale della spedizione andava dal golfo dell'Ėbeljach a capo Svjatoj Nos. Il 5 maggio 1903, lasciarono la terraferma diretti verso le isole della Nuova Siberia. La spedizione, di 17 persone, era dotata di 10 slitte trascinate da 13 cani ciascuna e dotate di cibo, vestiti e munizioni. La barca baleniera era sistemata su 2 slitte trascinate da 30 cani. Il trasporto veniva effettuato di notte, quando il ghiaccio era abbastanza compatto da supportare le slitte. Non c'era abbastanza cibo per i cani e, raggiunta l'isola Malyj Ljachovskij, Kolčak rimandò in terraferma 2 gruppi con 24 cani e 4 kajur.

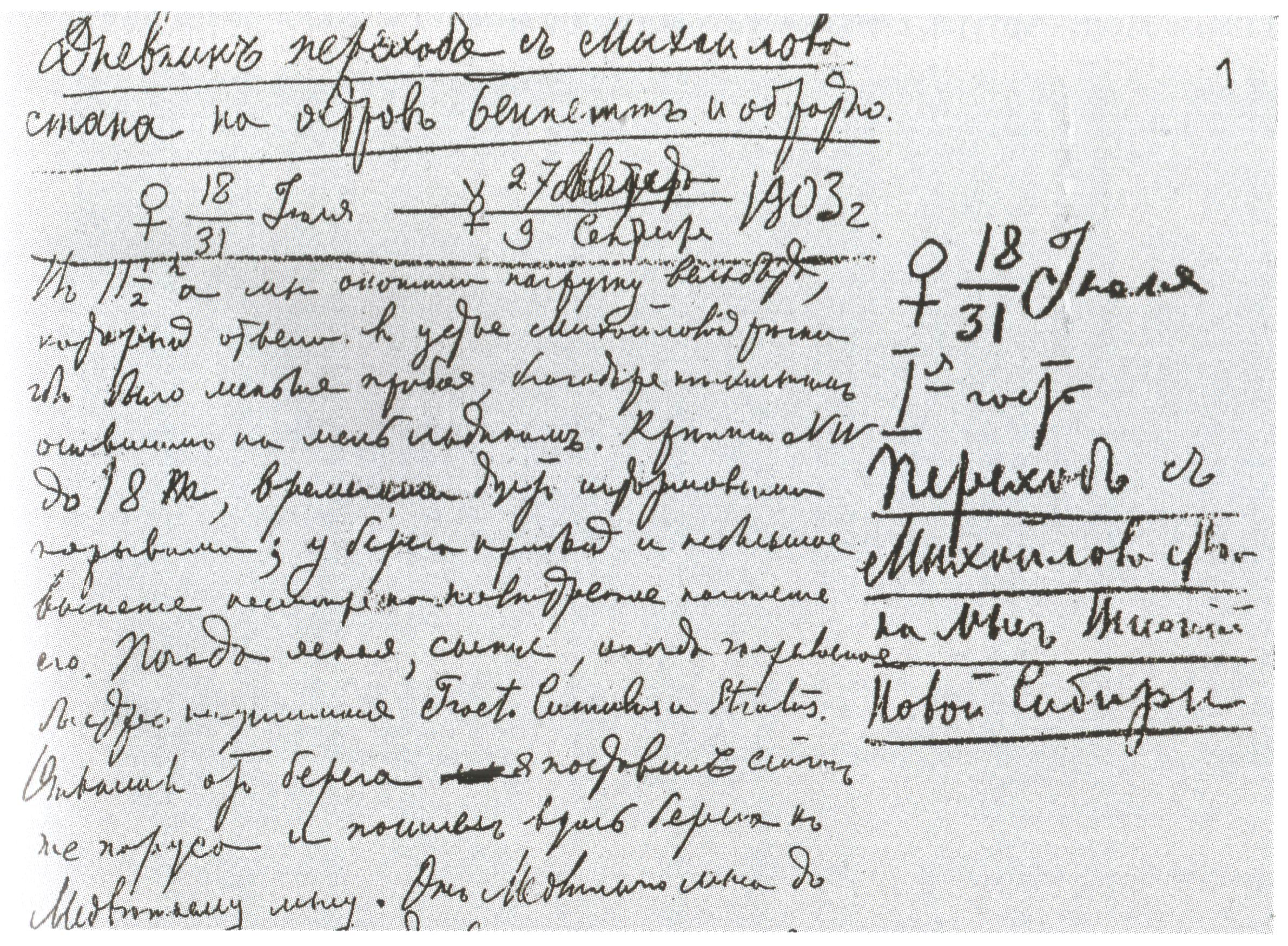
Prima pagina del manoscritto di Kolčak: «Diario del trasferimento dal campo Michajlov all'isola di Bennet e ritorno».

Il 23 maggio i membri della spedizione raggiunsero l'isola Kotel'nyj, dove si impegnarono nella caccia e nella sistemazione della barca mentre aspettavano che il ghiaccio si sciogliesse per la navigazione. Dopo un primo infruttuoso tentativo il 10 luglio, il 18 luglio le acque erano libere dal ghiaccio e la squadra si divise in due gruppi: Kolčak con altri sei uomini salparono sulla baleniera, mentre Olenin e gli altri rimasero sulle isole. Il percorso della spedizione ora si estendeva dall'isola Kotel'nyj lungo le rive meridionali della Terra di Bunge all'isola Faddeevskij e lungo le sue coste orientali fino a capo Blagovešenskij (мыс Благовещенский), da cui i sette esploratori dovevano attraversare lo stretto Blagovešenskij verso la Nuova Siberia fino a capo Vysokij (мыс Высокий), punto di partenza di molti esploratori polari verso l'Artico.
Il 26 luglio, sulle coste dell'isola Faddeevskij, il gruppo di Kolčak incontrò quello del marinaio Sergej Tolstov (imbarcato sulla Zarja nella precedente spedizione), che stava perlustrando quei luoghi nella speranza di incontrare Eduard Toll. Non fu trovata traccia di Toll, Seeberg e degli altri due uomini da nessuna parte: né sulle sponde settentrionali delle isole Faddeevskij e Kotel'nyj, né sulla Terra di Bunge. A capo Vysokij, Kolčak trovò l'accampamento del gruppo ausiliario di Brusnev che era arrivato lì su istruzioni di Matisen. Brusnev in marzo aveva trovato tracce di un accampamento di Toll e un suo biglietto (datato 11 luglio 1902). 
Dopo aver riposato un giorno la squadra di Kolčak affrontò le acque aperte usando vela e remi e il 4 agosto raggiunse l'isola di Bennett. Sulla riva rinvennero tracce del sito di Toll e a capo Emma (мыс Эммы) una bottiglia con alcune note di Toll e una mappa dell'isola. Dalle note di Toll si evinceva che si stava preparando a trascorrere l'inverno sull'isola se non fosse stato prelevato dalla Zarja. Kolčak avrebbe però poi trovato l'ultima nota del barone (datata 26 ottobre 1902) sotto forma di rapporto indirizzato al presidente dell'Accademia delle scienze con una breve descrizione dell'isola, una lista di strumenti e collezioni e una nota sulla partenza dall'isola con una scorta di provviste per 14-20 giorni.
Assieme a Begičev e a un altro uomo, Kolčak raggiunse la parte opposta dell'isola, attraverso due ghiacciai, fino al luogo in cui si trovava la capanna di Toll. Scavalcando una crepa del ghiaccio, Kolčak cadde e scomparve sott'acqua per alcuni secondi. Begičev riuscì a tirarlo in salvo ma lo shock termico subìto influenzò in seguito la sua salute per tutta la vita. Nel rifugio di Toll vennero trovate le sue ultime note e la descrizione dell'isola: egli aveva rilevato la presenza di ossa di mammut e altri animali quaternari; la fauna comprendeva orsi, trichechi e una mandria di 30 renne, con stormi di uccelli che volavano da nord a sud. Una nota diceva: «Partiamo oggi per il sud. Abbiamo rifornimenti per 14-20 giorni. Tutto bene. 26 ottobre 1902.»
Avevano cacciato renne e orsi per procurarsi il cibo, ma non ne avevano fatto sufficienti scorte. Quando fu chiaro che lo Zarja non sarebbe arrivata, il gruppo era già a corto di munizioni, e le renne avevano già lasciato l'isola. Il 26 ottobre 1902, il gruppo si era spostato dall'isola verso sud.
Come risulta dai materiali trovati, il gruppo di Toll era arrivato all'isola di Bennett il 21 luglio del 1902. Considerando l'arrivo della Zarja, previsto per metà agosto, Toll aveva due opzioni: ispezionare l'isola o organizzarsi e preparare il cibo per l'inverno. Nel secondo caso, se la Zarja fosse arrivata egli avrebbe lasciato l'isola inesplorata e la sua spedizione avrebbe perso significato. Avendo la tendenza a prendere decisioni rischiose, Toll rischiò anche questa volta, avendo deciso di concentrare tutte le sue forze nel lavoro di ricerca e di contare sull'arrivo della Zarja. Questa volta Toll portò alla morte se stesso, Seeberg e gli altri due compagni.
Secondo il ricercatore J. V. Čajkovskij, l'analisi dei documenti trovati sull'isola di Bennett suggerisce che ci fu un conflitto nel gruppo Toll, il quale portò avanti una linea dura nella ricerca della Terra di Sannikov con ogni mezzo, il che non poteva contribuire al successo di questa rischiosa impresa. I quattro esploratori polari andarono a sud in un momento molto difficile quando il giorno non superava le 2-3 ore e sul resto del tempo pesavano le rigide condizioni della notte polare.
Kolčak trascorse sull'isola tre giorni ed avendola percorsa tutta chiamò la punta nord-orientale dell'isola capo Emmeline Toll, la penisola di sud-est penisola di Černyšëv, con al termine capo Sofia (in onore di sua moglie Sofia Fëdorovna). Chiamò la montagna più alta De Long, l'altra divenne nota come monte Toll. Due ghiacciai sulle cime di queste montagne prendono il nome da Seeberg. Kolčak voleva misurare l'altezza dei ghiacciai, ma il suo aneroide era rimasto danneggiato dalla sua caduta nell'acqua ghiacciata. La spedizione di Kolčak aveva esaminato tutte le isole della Nuova Siberia, ma non era stata trovata da nessuna parte alcuna traccia del gruppo di Toll. Apparentemente, il gruppo era perito durante il passaggio dall'isola di Bennett alla Nuova Siberia.

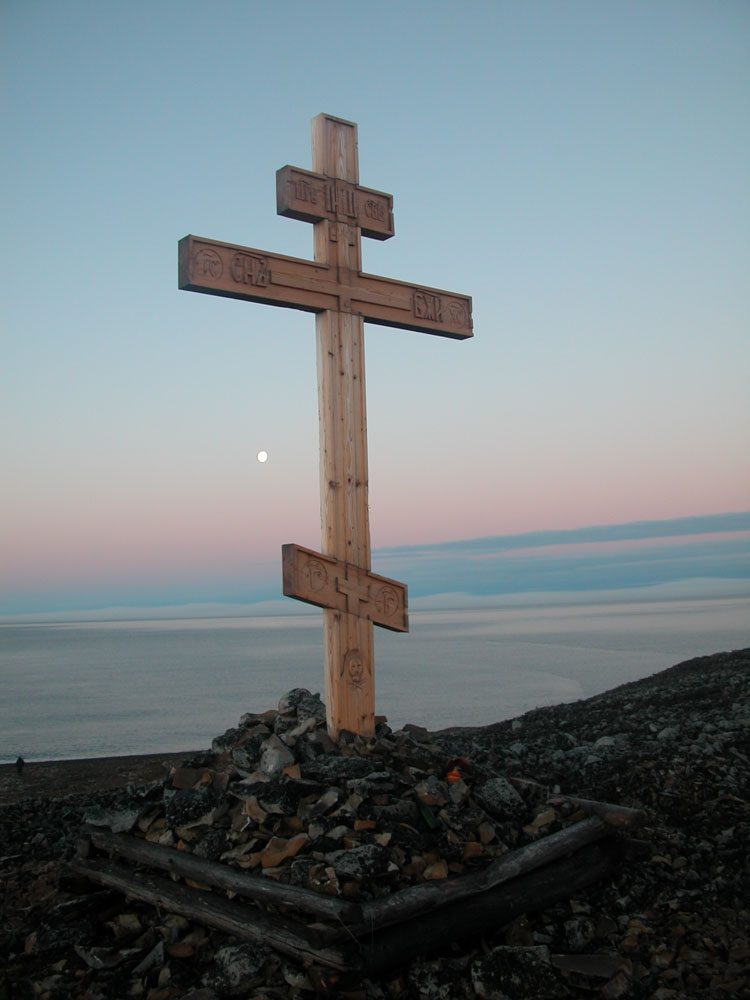
Croce in memoria della spedizione di salvataggio di Kolčak sull'isola di Bennett (2003)

Con l'avvicinarsi dell'autunno, Kolčak decise di ritornare nel continente con il primo vento favorevole. Il 7 agosto la baleniera partì dall'isola di Bennett. Dopo una complicata navigazione raggiunsero il campo di Bjalynickij-Birulja l'11 agosto. Attraversato a piedi lo stretto Blagovešenskij, raggiunsero l'omonima punta sull'isola Faddeevskij il 16 agosto.
Il 27 agosto, la spedizione raggiunse il campo Michajlov sull'isola Kotel'nyj dove Olenin attendeva con i cani e le slitte; lì trascorsero due mesi aspettando che le acque del mare si congelassero per poter proseguire. Nell'attesa esaminarono tutte le coste delle isole Anžu. Brusnev percorse l'intera costa della Nuova Siberia, ripetendo la spedizione fatta dal tenente Pëtr F. Anžu 80 anni prima. Kolčak visitò il Malakatyn-Tas, maggiore rilievo di Kotel'nyj, dove installò un termometro. Partirono in due gruppi il 16 novembre e arrivarono a Kasač'e il 1º dicembre, dove il 7 dicembre Kolčak incontrò la moglie. La temperatura era in quel momento di -55 °C. All'inizio di gennaio raggiunsero Verchojansk.
Il 26 gennaio, giunto a Jakutsk, Kolčak inviò un telegramma al presidente dell'Accademia delle scienze, in cui riferiva che il gruppo di Toll aveva lasciato l'isola di Bennett nell'autunno del 1902 e che era scomparso. Questo telegramma fu pubblicato da molti giornali contemporanei.
La spedizione di Kolčak portò a termine il suo compito e tornò senza perdite. Oltre a fornire una prova plausibile del destino di Toll, fornì dati preziosi alla geografia e alla formazione di ghiaccio nella regione, e in seguito fu molto apprezzato da Pëtr Petrovič Semënov-Tjan-Šanskij. In riconoscimento delle sue imprese, nel 1906 Kolčak fu eletto membro della Società geografica russa e gli venne conferito il massimo riconoscimento: la medaglia Kostantin, "per aver preso parte alla spedizione del barone von Toll e per il viaggio all'isola di Bennett".